# Raisa O'Farrill
Raisa Mirelda O'Farrill Bolanos (Villa Clara, 17 de abril de 1972 – Havana, 30 de maio de 2023) foi uma jogadora de voleibol de Cuba que competiu nos Jogos Olímpicos de 1992 e 1996.
Em 1992, ela fez parte da equipe cubana que conquistou a medalha de ouro no torneio olímpico. Quatro anos depois, ela jogou em sete confrontos e ganhou a segunda medalha de ouro com o conjunto cubano no campeonato olímpico de 1996. Raissa morreu no dia 30 de maio de 2023, aos 51 anos, vítima de um câncer.